# 합천 옥전 M6호분 출토 금귀걸이
합천 옥전 M6호분 출토 금귀걸이(陜川 玉田 M6號墳 出土 金製耳飾)는 경상남도 진주시, 경상국립대학교박물관에 있는 가야 6세기의 금귀걸이이다. 2019년 12월 26일 대한민국의 보물 제2045호로 지정되었다.

## 지정 사유
'합천 옥전 M6호분 출토 금귀걸이' 한 쌍은 1991년～1992년까지 경상국립대학교 박물관에서 발굴한 옥전 M6호분에서 출토된 것으로, 목곽(木槨)의 남쪽에 놓인 무덤 주인공의 머리 부근에서 발견되었다. 옥전 M6호분은 규모가 큰 중형급 무덤으로, 보관(寶冠), 목걸이, 귀걸이, 고리자루 큰 칼, 화살통, 장식 마구(馬具) 등이 함께 출토되어 옥전지역 고분 중에서도 지배자의 무덤으로 추정되고 있다.
발굴 지역과 위치 및 공반(共伴) 유물이 확실해 고고학적 맥락이 뚜렷하고 현존하는 가야 산치자형 수하식을 가진 금귀걸이 중에서는 상당히 뛰어난 사례로 손꼽히는 작품이다.
세환식(細環式) 주고리에 2단의 중간식에 영락장식이 매달려 있고 격자형 원통형 금판으로 연결금구를 삼고 인(人) 자형 고리에 산치자형 수하식과 금알갱이로 마무리하였다. 이는 신라 금귀걸이의 중간식 형태와 가야의 산치자형 끝장식이 결합된 독특한 혼합양식으로, 6세기 가야 지역의 교류양상을 보여주는 중요한 특징이다.
크기와 형태에 있어 세부적으로 미묘한 차이를 보이고 있으나, 주고리 아래 중간식이 상하 2단으로 반복해서 4개씩의 구슬을 단 형식은 매우 독창적이다. 그리고 장식의 가장자리에 새김눈띠[각목대刻目帶]를 돌리거나 산치자의 아래쪽을 금알갱이로 마감해 세련된 감각을 보여준다. 옥전 M6호분 귀걸이처럼 금알갱이를 장식 끝부분에 붙인 예는 창녕 계성 A지구 고분, 고령 지산동 44-11호분과 45-1호분 귀걸이 및 합천 옥전 M4호분 귀걸이에서도 찾아볼 수 있어 가야 지역에서 널리 쓰인 기법이었음을 알 수 있다.
이상 살펴본 바와 같이 '합천 옥전 M6호분 출토 금귀걸이'는 6세기 전반 합천 지역에서 제작된 금귀걸이의 특징을 잘 간직한 작품이자 가야 금속공예의 대표작이므로 보물로 지정해 보호할 가치가 있다.

## 같이 보기
- 합천 옥전 고분군 - 사적 제326호

## 참고 자료
- 합천 옥전 M6호분 출토 금귀걸이 - 국가유산청 국가유산포털